# Apollonias barbujana
Apollonias barbujana — один з видів роду Apollonias, родини лаврових.

## Опис
Це вічнозелена рослина з простими листками. Листя розташовані навпроти один одного, еліптичні з усіх країв. Дерево виростає до висоти приблизно 10 метрів.

## Поширення
Ендемік лісів переважно на Канарських островах та острові Мадейра.
У дикій природі Apollonias barbujana є важливим членом «Floresta Laurisilva» («укр. Лавровий ліс»), внесеного ЮНЕСКО в грудні 1999 року до списку Всесвітньої природної спадщини, що складається з 18 видів дерев, чотири з яких належать до родини лаврових: Laurus novocanariensis, Ocotea foetens, Persea indica і Apollonias barbujana. Цей ліс, як правило, туманний (вище 85% вологості), і росте на висоті між 500–1500 м над рівнем моря. Має важливе значення в екології острова.

## Використання
Його деревина дуже красива і високо цінується червонодеревниками, і називається «Канарське чорне дерево» («ісп. ébano canario»). У минулому ліси були сильно вирублені, що призвело цей вид до загрозливого статусу.

## Підвиди
- Apollonias barbujana ssp. barbujana — ендемік Макаронезії, росте на Мадейрі і Канарських островах. Входить до Червоного Списку Міжнародного Союзу Охорони Природи видів, близьких до загрозливого[1].
- Apollonias barbujana ssp. ceballosi — ендемік острова Гомери, раніше вважався за окремий вид. Входить до Червоного Списку Міжнародного Союзу Охорони Природи видів під загрозою зникнення[2].